# إد موسى (رسام)
إد موسى (بالإنجليزية: Ed Moses)‏ هو رسام وفنان أمريكي، ولد في 9 أبريل 1926 في لونغ بيتش في الولايات المتحدة، وتوفي في 17 يناير 2018 في فينسيا في الولايات المتحدة.